# (3823) Yorii
(3823) Yorii (1988 EC1) – planetoida z grupy pasa głównego planetoid okrążająca Słońce w ciągu 5,37 lat w średniej odległości 3,07 j.a. Odkryli ją Masaru Arai i Hiroshi Mori 10 marca 1988 roku.